# Освобождение на Бяла
Освобождение на Бяла е действие на авангардни части на Русчушкия отряд по направлението Свищов-Русе. Начало на борбата в между Русчушкия отряд и Източнодунавската армия района на Четириъгълника на крепостите по време на Руско-турската война (1877 – 1878).

## Оперативна обстановка
След успешния десант на Дунавската руска армия при Зимнич-Свищов руския император Александър II издава на 23 юни/3 юли 1877 г. заповед за създаване на Русчушкия отряд с командир престолонаследника Александър III. Неговата задача е да противодейства на Източнодунавската армия с командир Мехмед Али паша в района на четириъгълника Русе-Силистра-Варна-Шумен.

## Бойни действия
На 23 юни/5 юли 1877 г. авангардните руски части на Русчушкия отряд в състав от 1-ва бригада на 12-а кавалерийска дивизия и 17-и Донски казашки полк с командир генерал-майор Александър Арнолди се насочват към град Бяла. Успяват да изпреварят действието на авангарда на Източнодунавската армия и достигат моста на Кольо Фичето на река Янтра. Посрещнати по български обичай с хляб и сол от българското население. Приветствани са от учителя Стефан Маринов и благословени от свещеника Иван Попстефанов.
По същото време 3-та сотня от 17-и Донски казашки полк води бой северозападно от град Бяла с нередовен башибозук и конни черкези отряди. Казаците успяват да заемат височините и се окопават. Местният турски командир Мехмед бей изтегля без бой своите сили.
На 24 юни/6 юли в Бяла се установява началникът на щаба на Русчушкия отряд генерал-лейтенант Пьотър Вановски и 33-та пехотна дивизия с командир генерал-лейтенант Александър Дризен.
В резултат на действията се стига до освобождението на град Бяла и Русчушкия отряд създава укрепени позиции в околните силно пресечени местности. От тях успешно задържат по време на войната основните сили на Източнодунавската армия.
От 20 юли до 13 август 1877 г. в Бяла пребивава е главната квартира на руския император Александър II.